# Советско-Никольское
Советско-Нико́льское — село в Завьяловском районе Удмуртии, входящее в Подшиваловское сельское поселение.

## География
Расположено в 22 км к юго-западу от центра Ижевска в непосредственной близости от Нылгинского тракта. Через село протекает река Лудзинка, на которой устроен небольшой пруд.
Современное название село получило в 30-е годы XX-го века для отличия от другого села Никольского, также входившего в Ижевский район Вотской АО. В разговорной речи для простоты именуется «Сов-Никольским», реже — «Свято-Никольским».

## История
До революции Никольское входило в состав Сарапульского уезда Вятской губернии. По данным десятой ревизии в 1859 году в 33 дворе казённого починка Николаевской при речке Лудзинке проживало 297 человек, работала мельницы и 3 кузницы.
В 1920 году село Никольское входит во вновь образованную Вотскую АО, становится центром Никольского сельсовета. В 1931 году Никольский сельсовет отходит к Малопургинскому району, Никольское становится Советско-Никольским. В 1959 году к Никольский и Сепычевский сельсоветы объединяются в Подшиваловский, центром объединённого сельсовета становится Подшивалово.
В 1863 году в Никольском открыт приход Вознесенской церкви.

## Население
| 2010 | 2012 |
| ---- | ---- |
| 162  | ↘159 |

## Экономика
В селе работает ООО «Никольский леспромхоз».

## Улицы
- Верхняя улица
- Заречная улица
- Луговая улица
- Совхозная улица